# Директор (фильм, 1969)
«Директор» — советская киноповесть Алексея Салтыкова, снятая в 1969 году по сценарию Юрия Нагибина об истории создания первого советского автомобиля. Прообраз героя, которого играет Николай Губенко, — легендарный директор Московского автозавода Иван Лихачёв.

## Сюжет
После окончания Гражданской войны матрос Зворыкин назначен директором автозавода. Пройдя обучение в США на заводах Форда, он организует производство первой советской полуторки и пытается добиться реконструкции завода, но для этого необходимо доказать, что отечественные автомобили не хуже иностранных. С этой целью директор лично участвует в международном автопробеге по пустыне Кара-Кум, от победы в котором зависит судьба дальнейшего выпуска автомобиля.

## История съёмок
Съёмки первоначального варианта фильма с Евгением Урбанским в главной роли проводились в 1964—1965 годах в 40 километрах от Бухары.
5 ноября 1965 года снималась сцена проезда автоколонны по пескам. Машина Зворыкина (героя Урбанского) должна была промчаться через барханы, обогнать колонну и возглавить её. Наиболее сложный кадр — прыжок машины с одного из барханов. Съёмками руководил второй режиссёр Николай Москаленко. Во время съёмок четвёртого дубля каскадер, ехавший в машине вместе с актером, вероятнее всего, не проверил измененный угол трамплина, который оказался завышенным, и машина перевернулась. От полученных травм Урбанский скончался по пути в больницу.
Гибель Урбанского поставила крест на съёмках картины «Директор». Приказом председателя Госкино они были тут же запрещены, группа распущена. Алексей Салтыков на полтора года был отлучён от режиссуры. Материалы этой версии фильма вошли в документальную картину «Евгений Урбанский» (1967) режиссёра Екатерины Сташевской-Народицкой.
В 1969 году Салтыков добился разрешения переснять фильм с Николаем Губенко в роли Зворыкина.
В ноябре 2022 года на «Мосфильме» были обнаружены плёнки с рабочими моментами съемок фильма, в том числе кадры, зафиксировавшие дубль с аварией, повлекшей гибель Урбанского.

## В ролях
- Николай Губенко — Алексей Зворыкин
- Светлана Жгун — Саня Зворыкина
- Борис Кудрявцев — Степан Рузаев
- Владимир Седов — Кныш
- Анатолий Елисеев — Вараксин
- Роберт Даглиш — американец
- Всеволод Шиловский — Пташкин
- Бухути Закариадзе — Магараев
- Алексей Крыченков — Сухарик
- Валентина Березуцкая — Фенечка
- Варвара Попова — Зворыкина
- Олеся Иванова — Варвара Ивановна
- Эдмунд Стивенс
- Зоя Исаева — работница завода
- Всеволод Тягушев — нэпман

## Съёмочная группа
- Режиссёр-постановщик: Алексей Салтыков
- Автор сценария: Юрий Нагибин
- Операторы-постановщики: Геннадий Цекавый, Виктор Якушев
- Художник-постановщик: Стален Волков
- Композитор: Андрей Эшпай